# Comissió Santer

Insígnia de la Unió Europea

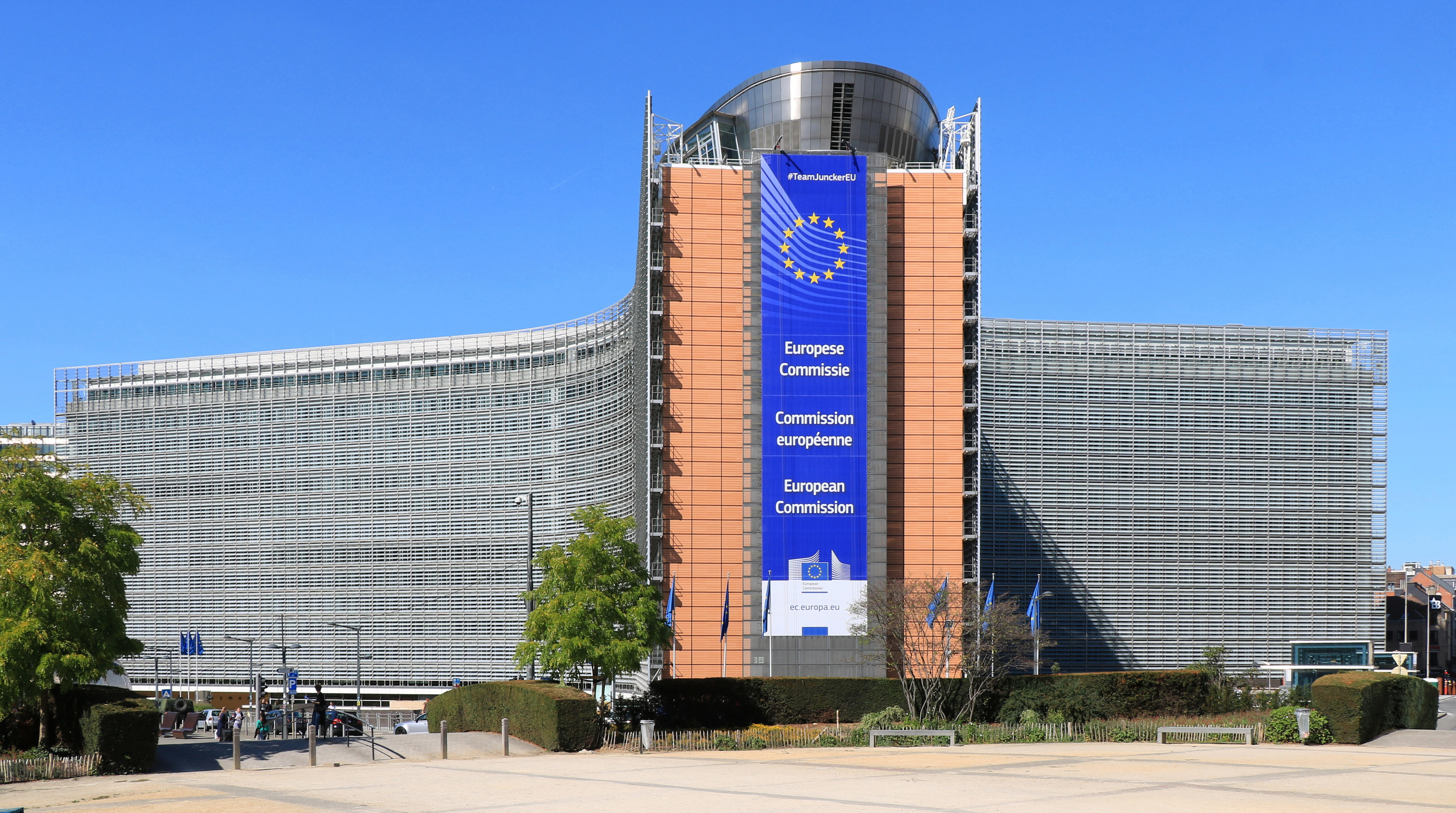
La Comissió Europea a Brussel·les

La Comissió Santer és la Comissió Europea presidida per l'antic primer ministre de Luxemburg Jacques Santer que va estar en el càrrec entre el 23 de gener de 1995 i 15 de març de 1999.

## Nomenament
La Comissió va iniciar el seu mandat el 23 de gener de 1995, i abans d'expirar el seu mandat l'octubre de 1999 fou forçada a dimitir en bloc a conseqüència dels casos de corrupció que patí, especialment, la seva comissària Édith Cresson.
Durant el treball de la Comissió Santer es desenvolupà el Tractat de Niça (finalment signat el 2000) així com l'ampliació de la Unió Europea. Així mateix se signà el Tractat d'Amsterdam (1997) i es veié el naixement de l'euro (1998).

## Dimissió
L'any 1999 la Comissió Santer es veié obligada a dimitir en bloc degut a les acusacions de frau i nepotisme per part d'alguns comissaris, sent la primera vegada que això ocurria en un organisme de la Unió Europea.
La Comissària més criticada fou Édith Cresson, que a causa de la seva negació a dimitir provocà la caiguda de tota la Comissió en bloc. Després de perdre la seva immunitat està pendent de ser processada pel Tribunal de Justícia de les Comunitats Europees, que en cas de ser jutjada culpable la seva pensió com a comissària podria ser revocada.
A la seva dimissió fou substituïda, de forma interina, per la Comissió presidida per Manuel Marín, que finalitzà el seu mandat el novembre d'aquell any. Després de la renúncia de la Comissió Santer es creà l'Oficina europea de lluita contra el frau (OLAF) per part de la Unió Europea (EU).

## Llista de comissaris
La taula següent indica el nombre de comissaris segons la seva alineació política: 
| Afiliació            | Esquerra (PSE) | Centre (ALDE) | Dreta (PPE-DE) | Verds (Verds-ALE) | Independents |
| Nombre de comissaris | Nou            | Dos           | Set            | Cap               | Un           |

| Cartera                                                                             | Comissari               | Estat         | Partit polític         |
| ----------------------------------------------------------------------------------- | ----------------------- | ------------- | ---------------------- |
| President                                                                           | Jacques Santer          | Luxemburg     | CSV PPE                |
| Vicepresident; Relacions Exteriors                                                  | Leon Brittan            | Regne Unit    | Partit Conservador PPE |
| Vicepresident; Relacions amb l'Europa mediterrània, Amèrica Llatina i Orient Pròxim | Manuel Marín            | Espanya       | PSOE PSE               |
| Mercat Interior i Fiscalitat i Unió Duanera                                         | Mario Monti             | Itàlia        | Independent            |
| Agricultura                                                                         | Franz Fischler          | Àustria       | ÖVP PPE                |
| Competència                                                                         | Karel van Miert         | Bèlgica       | SP PSE                 |
| Assumptes Econòmics i Monetaris                                                     | Yves-Thibault de Silguy | França        | PS PSE                 |
| Treball i Assumptes Socials                                                         | Pádraig Flynn           | Irlanda       | FF PPE                 |
| Salut, Protecció al Consumidor i Assumptes Pesquers i Marítims                      | Emma Bonino             | Itàlia        | PR ALDE                |
| Medi Ambient                                                                        | Ritt Bjerregaard        | Dinamarca     | SD PSE                 |
| Empresa i Societat de la Informació                                                 | Martin Bangemann        | Alemanya      | FDP ALDE               |
| Transport                                                                           | Neil Kinnock            | Regne Unit    | Partit Laborista PSE   |
| Energia i Turisme                                                                   | Khristos Paputsís       | Grècia        | PASOK PSE              |
| Immigració, Justícia i Seguretat                                                    | Anita Gradin            | Suècia        | SDWP PSE               |
| Programació Financera i Pressupostos i Assumptes Administratius                     | Erkki Liikanen          | Finlàndia     | SDP PSE                |
| Política Regional                                                                   | Monika Wulf-Mathies     | Alemanya      | SPD PSE                |
| Recerca, Ciència i Tecnologia                                                       | Édith Cresson           | França        | PS PSE                 |
| Relacions amb el Centre i l'Est d'Europa                                            | Hans van den Broek      | Països Baixos | CDA PPE                |
| Relacions amb Àfrica, el Carib i els països del Pacífic                             | João de Deus Pinheiro   | Portugal      | PSD PPE                |
| Relacions amb el Parlament, Cultura i Política Audiovisual                          | Marcelino Oreja         | Espanya       | PP PPE                 |